# Vonore
Vonore – miasto w Stanach Zjednoczonych, w stanie Tennessee, w hrabstwie Monroe.